# Черкасский, Семён Ардасович
Князь Семён Ардасович Черкасский — русский военный деятель, дворянин московский и воевода, сын Желегот-мурзы, брата верховного князя-валия Кабарды Темрюка Айдаровича. Брат — князь Фёдор Ардасович Черкасский, первый воевода большого полка в Брянске (1565 год). По ошибке он и его брат именовались в русских источниках как Ардасовичи, хотя их отца звали Желегот. На самом деле Ардас это было имя самого Семёна до принятия православия.

## Биография
В царствование Ивана Грозного многие кабардинские князья, в том числе и Семён Ардасович Черкасский, перешли на службу к русскому царю. В 1562/1563 году князь С. А. Черкасский участвовал в походе русской армии под предводительством царя Ивана Грозного на Полоцк. В 1568 году участвовал в ливонском походе. В сентябре 1570 года князь Семён Ардасович Черкасский упоминаестя в царской свите в чине дворянина «в стану у государя» во время «по крымским вестем» из Александровской слободы на южнорусскую границу. В 1573 году был назначен первым воеводой большого полка в Ругодиве (Нарве) на случай осады города ливонскими немцами. В сентябре 1574 года — наместник и воевода в Нарве.
Зимой 1574/1575 года князь Семён Ардасович Черкасский командовал передовым полком в походе «под Колывань и колыванские пригородки в войну» и после похода вернулся в Ругодив, откуда водил полк правой руки «под Пернов … и Пернов взяли».
Зимой 1575/1576 года князь С. А. Черкасский во главе передового полка выступил в поход «под немецкие городы х Коловери, к Лиговери, к Апслу, к Падце, к Выголе мызе; и те городы и мызу взяли и в войну на морские островы послали воевать».
В 1576 году вновь был наместником в Ругодиве (Нарве). В апреле 1577 года командовал полком левой руки в походе русской рати под предводительством царя Ивана Грозного на Ливонию.
В 1581 году воевода князь Семён Ардасович Черкасский участвовал в военных действиях против войск польского короля Стефана Батория. 22 июля 1582 года был назначен командующим передового полка в Великом Новгороде «для походу … А стояти в Новегороде». В 1583 году — третий воевода во Пскове.